# Trigun
Trigun is een sciencefiction mangaserie met het Wilde Westen als thema.
De reeks werd gemaakt door Yasuhiro Nightow in 1995. De manga werd later tot een anime van 26 afleveringen verwerkt door Madhouse. De anime werd op TV Tokyo uitgezonden van 4 april 1998 tot 30 september 1998. In april 2010 kwam de film Trigun: Badlands Rumble uit.
De anime vormde een beperkt succes in Japan. De manga kende een enorme populariteit in de Verenigde Staten.

## Het verhaal
Het verhaal gaat over Vash the Stampede. Hij wordt ook wel "the Humanoid Typhoon" genoemd (oftewel "De Menselijke Wervelstorm"). Vash wordt ervan beschuldigd de stad "July" in zijn geheel te hebben vernietigd. De regering heeft daarom een gigantisch hoge prijs op zijn hoofd gezet: $60.000.000.000 (60 miljard dubbele dollars), dood of levend. Meryl Stryfe en Milly Thompson, twee medewerkers die voor de Bernadelli Insurance Society werken (een soort verzekeringsmaatschappij), hebben de klus gekregen om er voor te zorgen dat Vash zo min mogelijk schade veroorzaakt. Hij kost hun verzekeringsmaatschappij namelijk handen vol geld. De meeste schade waar Vash verantwoordelijk voor wordt gehouden, wordt eigenlijk veroorzaakt door premie-jagers die de beloning proberen te verzilveren.
Vash is een lange, blonde man die meestal een rode jas draagt. Ook draagt hij altijd een grote revolver bij zich. Hij is een uitstekende scherpschutter en schiet verschrikkelijk snel. Hij raakt bijna altijd zijn doel. Vash kan zich de vernietiging van July niet goed meer herinneren. Hij wil alleen maar liefde en vrede. Zijn catchphrase is dan ook "Love and peace!". Ook al is hij een van de beste scherpschutters die er is, hij gebruikt zijn wapens alleen als het nodig is. Meestal is dat dan om de levens van zijn vrienden of onschuldige mensen te beschermen.
Net zoals Himura Kenshin uit de manga/anime Rurouni Kenshin lijkt het soms of Vash een dubbele persoonlijkheid heeft. De ene keer is hij een ongevaarlijke idioot en de andere keer een onverslaanbare held. Het enige dat zijn twee persoonlijkheden gemeen hebben is dat hij altijd een pacifist blijft.

## Nederlandse uitgaven
De animereeks Trigun en de animatiefilm Trigun: Badlands Rumble werden onder het Dybex-label uitgebracht op Dvd met Nederlandse ondertiteling. De manga werd nooit vertaald.